# Dolac (Zenica, BiH)
Dolac je naseljeno mjesto u sastavu općine Zenice, Federacija Bosne i Hercegovine, BiH. Nalazi se istočno od Stranjana, na sjevernoj obali rječice Kočeve. Kroz Dolac teče potok Trimnjak.

## Upravna organizacija
Godine 1981. pripojen je naselju Stranjanima (Sl.list NRBiH 28/81 i 33/81)

## Stanovništvo
Prema popisu 1981. ovdje su živjeli:
- Hrvati - 531
- Muslimani - 188
- Srbi - 25
- Crnogorci - 9
- Jugoslaveni - 5
- ostali i nepoznato - 75
- UKUPNO: 831